# 茶陵南站
茶陵南站位于湖南省株洲市茶陵县，是吉衡铁路的一座火车站，技术性质为中间站，业务性质为客、货运站，车站等级为四等站。2013年12月28日随着吉衡铁路启用，2014年7月1日铁路开通客运服务，本站也正式启用客运功能。